# 女ひとり大地を行く
『女ひとり大地を行く』（おんなひとりだいちをゆく）は、キヌタプロダクションが1953年に製作し、北星映画が配給した日本映画である。

## 概要
日本炭鉱労働組合北海道地方本部加盟の炭鉱労働者が1人33円ずつ資金を出し合い、300万円の資金で製作された。1952年、北海道夕張市、釧路市の太平洋炭礦で長期ロケを開始。原ひさ子の証言にもとづくレポートによれば、製作経費の軽減と役作りのために、1952年9月26日に夕張炭鉱で始まった長期ロケでは炭坑労働者が暮らす炭坑長屋でスタッフ・キャストが寝泊まりをした。釧路市の太平洋炭礦では、主演の山田五十鈴も地元住民と交流。同年10月、岸旗江が太平洋炭礦をロケで訪れる。
一方、シナリオと完成フィルムについては、映画倫理委員会から朝鮮戦争を連想させる箇所はすべて削除か改訂の希望が出され、日本炭鉱労働組合が抗議するなど、対立したが、1953年2月20日、全国で公開された。
シナリオと実際の公開用のフィルムが二転三転するなか、1952年12月1日、「自主改訂版」の脚本が雑誌『シナリオ』（第8巻第12号）に掲載され、翌1953年2月1日付でシナリオ文庫（映画タイムス社）第5集として発表されている。
映倫による削除・改訂要請に応じた結果、オリジナルの最長版164分は、32分短い132分に短縮されることになった。2008年12月、東京国立近代美術館フィルムセンターで最長版が上映された。
現在でも、北海道の炭鉱の歴史を伝える作品として自主上映が取り組まれている。
この作品を最後に亀井文夫は劇映画の演出から撤退した。

## あらすじ
物語は、1932年から1952年までの20年間の時代の流れのなかで、ひとりの女性が、やむにやまれず、炭鉱労働者となって、2人の子供を育てながら我武者らに生き抜いた歩みを描いた。炭鉱の事故、戦時の徴兵、朝鮮戦争の「特需」に応えるための無茶な増産などが描かれている。

## スタッフ
- 製作：日本炭鉱労働組合北海道地方本部、キヌタプロダクション
- 監督：亀井文夫
- 脚本：新藤兼人、千明茂雄
- 協力：職場作家
- 撮影：仲沢半次郎
- 美術：江口準次
- 録音：安恵重遠
- 照明：若月荒夫
- 音楽：飯田信夫
- 編集：長沢嘉樹
- 監督補：鈴木潔
- 特殊技術：横山眞一
- 合成：岡田明方
- 現像：三木現像所
- スタジオ：三幸撮影所
- 後援：日本炭鉱労働組合中央本部
- 推薦：日本労働組合総評議会

## 出演者
- 山田サヨ：山田五十鈴
- 河村孝子：岸旗江
- 金子：沼崎勲
- 山田喜作：宇野重吉
- 山田喜一：織本順吉
- 山田喜代二：内藤武敏
- 花沢徳衛
- 雷さん：加藤嘉
- お花：北林谷栄
- シノ：朝霧鏡子
- 木村功
- 孝子の父：中村栄二
- 深澤：島田敬一
- 神田隆
- 文子：桜井良子
- 田所千鶴子
- 木下ゆず子
- 浜村純
- 今村源兵
- 福地悟朗
- 三田国夫
- 織田政雄
- 島田屯
- 勘ちゃん：山田晴生

ほか